# ニューサウスウェールズ州の地方公共団体

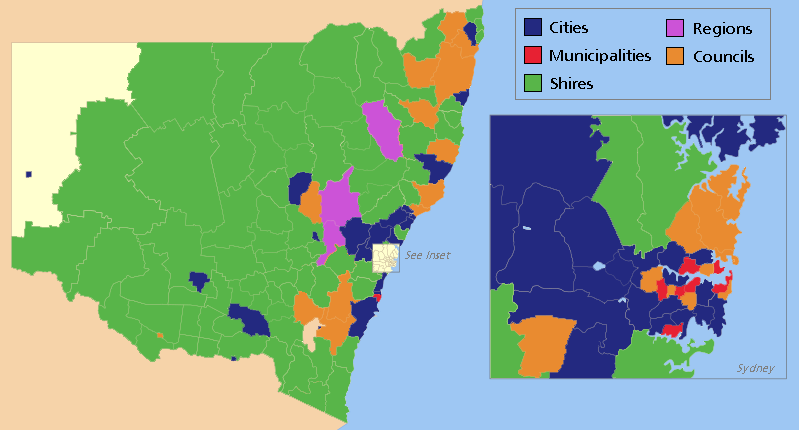
オーストラリアを構成するニューサウスウェールズ州は5つの種類の地方公共団体で構成されている。紺色がCity、紫色がRegion、赤色がMunicipality、オレンジがCouncil、緑色がShire。

ニューサウスウェールズ州の地方公共団体（Local government areas of New South Wales）では、オーストラリア・ニューサウスウェールズ州の地方公共団体（Local government area）を取り扱う。

## 歴史

### 地方自治体の変遷
ニューサウスウェールズ州の地方公共団体は2005年11月以降、152で構成されていた。2つの非法人地域がある。1つが州西部に広がる砂漠においては、住民の居住がまばらであることから、極西非法人地方が設置されており、もう1つが太平洋上に浮かぶロード・ハウ島である。
2013年からニューサウスウェールズ州は、地方公共団体の合併を推進し、2016年5月12日の期日をもって、40の地方公共団体が合併に踏み切り、2016年現在、112で構成されている。

## 地方公共団体一覧
| 日本語名                                                  | 英語名                              | 地域圏                     | 特記事項 |
| --------------------------------------------------------- | ----------------------------------- | -------------------------- | --- |
| シティ・オブ・ブラックタウン                              | Blacktown, City of                  | シドニー都市圏             | |
| シティ・オブ・ボタニー・ベイ                              | Botany Bay, City of                 | シドニー都市圏             | |
| バーウッド・カウンシル                                    | Burwood Council                     | シドニー都市圏             | |
| カムデン・カウンシル_(ニューサウスウェールズ州)           | Camden Council                      | シドニー都市圏             | |
| シティ・オブ・キャンベルタウン_(ニューサウスウェールズ州) | Campbelltown, City of               | シドニー都市圏             | |
| シティ・オブ・カナダ・ベイ                                | Canada Bay, City of                 | シドニー都市圏             | |
| カンタベリー＝バンクスタウン・カウンシル                  | Canterbury-Bankstown Council        | シドニー都市圏             | シティ・オブ・カンタベリー_(ニューサウスウェールズ州)とシティ・オブ・バンクスタウンが、2016年5月12日、合併。                      |
| カンバーランド・カウンシル                                | Cumberland Council                  | シドニー都市圏             | オーバーン・シティとシティ・オブ・パラマッタの一部、シティ・オブ・ホルロイドが2016年5月12日、合併。                               |
| シティ・オブ・フェアフィールド                            | Fairfield, City of                  | シドニー都市圏             | |
| ジョージズ・リヴァー・カウンシル                          | Georges River Council               | シドニー都市圏             | ミュニシパリティ・オブ・コガラーとシティ・オブ・ハーストヴィルが2016年5月12日、合併。                                             |
| ザ・ヒルズ・シャイア                                      | The Hills Shire                     | シドニー都市圏             | |
| ホーンズビー・シャイア                                    | Hornsby Shire                       | シドニー都市圏             | |
| ミュニシパリティ・オブ・ハンターズ・ヒル                  | Hunter's Hill, Municipality of      | シドニー都市圏             | |
| インナー・ウエスト・カウンシル                            | Inner West Council                  | シドニー都市圏             | ミュニシパリティ・オブ・アッシュフィールド、ミュニシパリティ・オブ・ライカート、マリックヴィル・カウンシルが2016年5月12日、合併。 |
| クー＝リン＝ガイ・カウンシル                              | Ku-ring-gai Council                 | シドニー都市圏             | |
| ミュニシパリティ・オブ・レーン・コウヴ                    | Lane Cove, Municipality of          | シドニー都市圏             | |
| シティ・オブ・リヴァプール_(ニューサウスウェールズ州)     | Liverpool, City of                  | シドニー都市圏             | |
| ミュニシパリティ・オブ・モスマン                          | Mosman, Municipality of             | シドニー都市圏             | |
| ノーザン・ビーチズ・カウンシル                            | Nnorthern Beach Council             | シドニー都市圏             | マンリー・カウンシル、ピットウォーター・カウンシル、ワーリンガー・カウンシルが2016年5月12日、合併。                               |
| ノース・シドニー・カウンシル                              | North Sydney Council                | シドニー都市圏             | |
| シティ・オブ・パラマッタ                                  | Parramatta, City of                 | シドニー都市圏             | |
| シティ・オブ・ペンリス                                    | Penrith, City of                    | シドニー都市圏             | |
| シティ・オブ・ランドウィック                              | Randwick, City of                   | シドニー都市圏             | |
| シティ・オブ・ロックデール                                | Rockdale, City of                   | シドニー都市圏             | |
| シティ・オブ・ライド                                      | Ryde, City of                       | シドニー都市圏             | |
| ミュニシパリティ・オブ・ストラスフィールド                | Strathfield, Municipality of        | シドニー都市圏             | |
| サザランド・シャイア                                      | Sutherland Shire                    | シドニー都市圏             | |
| シティ・オブ・シドニー                                    | Sydney, City of                     | シドニー都市圏             | |
| ウェイヴァリー・ミュニシパル・カウンシル                  | Waverley Municipal Council          | シドニー都市圏             | |
| シティ・オブ・ウィロウビー                                | Willoughby, City of                 | シドニー都市圏             | |
| ミュニシパリティ・オブ・ウラーラ                          | Municipality of Woollahra           | シドニー都市圏             | |
| シティ・オブ・ブルー・マウンテンズ                        | Blue Mountains, City of             | シドニー郊外               | |
| セントラルコースト・カウンシル                            | Central Coast Council               | シドニー郊外               | シティ・オブ・ゴスフォードとワイオング・シャイアが2016年5月12日、合併。                                                           |
| シティ・オブ・ホークスベリー                              | Hawkesbury, City of                 | シドニー郊外               | |
| ウォロンディリー・シャイア                                | Wollondilly Shire                   | シドニー郊外               | |
| ベリンゲン・シャイア                                      | Bellingen Shire                     | 北中海岸                   | |
| クラーレンス・ヴァレー・カウンシル                        | Clarence Valley Council             | 北中海岸                   | |
| シティ・オブ・コフス・ハーバー                            | Coffs Harbour, City of              | 北中海岸                   | |
| ケンプシー・シャイア                                      | Kempsey Shire                       | 北中海岸                   | |
| ナムブッカ・シャイア                                      | Nambucca Shire                      | 北中海岸                   | |
| ポート・マッコーリー＝ヘイスティングス・カウンシル        | Port Macquarie-Hastings Council     | 北中海岸                   | |
| ロード・ハウ島                                            | Lord Howe Island                    | 北中海岸                   | |
| シティ・オブ・オールベリー                                | Albury, City of                     | マレー地域                 | |
| バルラナルド・シャイア                                    | Balranald Shire                     | マレー地域                 | |
| ベリンガン・シャイア                                      | Berrigan Shire                      | マレー地域                 | |
| エドワード・リヴァー・カウンシル                          | Edward River Council                | マレー地域                 | デニリキン・カウンシルとコナルゴ・シャイアが2016年5月12日、合併。                                                                 |
| フェデレーション・カウンシル                              | Federation Council, New South Wales | マレー地域                 | コロワ・シャイアとウラナ・シャイアが2016年5月12日、合併。                                                                         |
| グレーター・ヒューム・シャイア                            | Greater Hume Shire                  | マレー地域                 | |
| マレー・リヴァー・カウンシル                              | Murray River Council                | マレー地域                 | マレー・シャイアとワクール・シャイアが2016年5月12日、合併。                                                                       |
| マランビジー・カウンシル                                  | Murrumbidgee Council                | マレー地域                 | ジェリルデリー・シャイアとマランビジー・シャイアが2016年5月12日、合併。                                                           |
| スノーウィ・ヴァレーズ・カウンシル                        | Snowy Valleys Council               | マレー地域                 | タマットとタンバランバ・シャイアが2016年5月12日、合併。                                                                           |
| ウェントワース・シャイア                                  | Wentworth Shire                     | マレー地域                 | |
| キャラスール・シャイア                                    | Carrathool Shire                    | マランビジー地域           | |
| クーラマン・シャイア                                      | Coolamon Shire                      | マランビジー地域           | |
| シティ・オブ・グリフィス                                  | Griffith, City of                   | マランビジー地域           | |
| ガンダガイ・カウンシル                                    | Gundagai Council                    | マランビジー地域           | クータマンドゥラ・シャイアとガンダガイ・シャイアが2016年5月12日、合併。                                                           |
| ヘイ・シャイア                                            | Hay Shire                           | マランビジー地域           | |
| ジュニー・シャイア                                        | Junee Shire                         | マランビジー地域           | |
| リートン・シャイア                                        | Leeton Shire                        | マランビジー地域           | |
| ロックハート・シャイア                                    | Lockhart Shire                      | マランビジー地域           | |
| ナランデラ・シャイア                                      | Narrandera Shire                    | マランビジー地域           | |
| テモラ・シャイア                                          | Temora Shire                        | マランビジー地域           | |
| シティ・オブ・ウォガウォガ                                | Wagga Wagga, City of                | マランビジー地域           | |
| シティ・オブ・セスノック                                  | Cessnock, City of                   | ハンター地域               | |
| ダンゴン・シャイア                                        | Dungog Shire                        | ハンター地域               | |
| シティ・オブ・レイク・マッコーリー                        | Lake Macquarie, City of             | ハンター地域               | |
| シティ・オブ・マイトランド                                | Maitland, City of                   | ハンター地域               | |
| ミッド＝コースト・カウンシル                              | Mid-Coast Council                   | ハンター地域               | シティ・オブ・グレーター・タリーとグロウセスター・シャイアとグレート・レイクス・カウンシルが2016年5月12日、合併。                 |
| ミューズウェルブルック・シャイア                          | Muswellbrook Shire                  | ハンター地域               | |
| シティ・オブ・ニューカッスル                              | Newcastle, City of                  | ハンター地域               | |
| ポート・スティーブンス・カウンシル                        | Port Stephens Council               | ハンター地域               | |
| シングルトン・カウンシル                                  | Singleton Council                   | ハンター地域               | |
| アッパー・ハンター・シャイア                              | Upper Hunter Shire                  | ハンター地域               | |
| ミュニシパリティ・オブ・キアマ                            | Kiama, Municipality of              | イラワラ地域               | |
| シティ・オブ・シェルハーバー                              | Shellharbour, City of               | イラワラ地域               | |
| シティ・オブ・ショールヘヴン                              | Shoalhaven, City of                 | イラワラ地域               | |
| ウィンゲカリビー・シャイア                                | Wingecarribee Shire                 | イラワラ地域               | |
| シティ・オブ・ウロンゴン                                  | Wollongong, City of                 | イラワラ地域               | |
| バリナ・シャイア                                          | Ballina Shire                       | リッチモンド・トゥウィード | |
| バイロン・シャイア                                        | Byron Shire                         | リッチモンド・トゥウィード | |
| カイオーグル・カウンシル                                  | Kyogle Council                      | リッチモンド・トゥウィード | |
| シティ・オブ・リズモア                                    | Lismore, City of                    | リッチモンド・トゥウィード | |
| リッチモンド・ヴァレー・カウンシル                        | Richmond Valley Council             | リッチモンド・トゥウィード | |
| トゥウィード・シャイア                                    | Tweed Shire                         | リッチモンド・トゥウィード | |
| ベガ・ヴァレー・シャイア                                  | Bega Valley Shire                   | 南東地方                   | |
| ヨーロボラダ・シャイア                                    | Eurobodalla Shire                   | 南東地方                   | |
| ゴールバーン・マルウェアイー・カウンシル                  | Goulburn Mulwaree Council           | 南東地方                   | |
| ヒルトップス・カウンシル                                  | Hilltops Council                    | 南東地方                   | ブーロワ・シャイアとハーデン・シャイアとヤング・シャイアが2016年5月12日、合併。                                                   |
| クイーンビアン＝パレラング・カウンシル                    | Queenbeyan-Palerang Council         | 南東地方                   | シティ・オブ・クイーンビアンとパレラング・カウンシルが2016年5月12日、合併。                                                       |
| スノーウィ・モナロ・リージョナル・カウンシル              | Snowy Monaro Regional Council       | 南東地方                   | ボンバラ・シャイアとクーマ＝モナロ・シャイアとスノーウィ・リバー・シャイアが2016年5月12日、合併。                                 |
| スノーウィ・ヴァレーズ・カウンシル                        | Snowy Valleys Council               | 南東地方                   | タマット・シャイアとタンバランバ・シャイアが2016年5月12日、合併。                                                                 |
| アッパー・ラックラン・シャイア                            | Upper Lachlan Shire                 | 南東地方                   | |
| ヤス・ヴァレー・シャイア                                  | Yass Valley Council                 | 南東地方                   | |
| アーミデイル・リージョナル・カウンシル                    | Armidale Dumaresq Shire             | 北部地方                   | アーミデイル・ダマレスク・シャイアとガイラ・シャイアが2016年5月12日、合併。                                                       |
| グレン・イネス・サヴァーン・カウンシル                    | Glen Innes Severn Council           | 北部地方                   | |
| ガネダ・シャイア                                          | Gunnedah Shire                      | 北部地方                   | |
| グイディル・シャイア                                      | Gwydir Shire                        | 北部地方                   | |
| インヴェレル・シャイア                                    | Inverell Shire                      | 北部地方                   | |
| リヴァプール・プレーンズ・シャイア                        | Liverpool Plains Shire              | 北部地方                   | |
| モーリー・プレーンズ・シャイア                            | Moree Plains Shire                  | 北部地方                   | |
| ナラブリ・シャイア                                        | Narrabri Shire                      | 北部地方                   | |
| タムワース・リージョナル・カウンシル                      | Tamworth Regional Council           | 北部地方                   | |
| テンターフィールド・シャイア                              | Tenterfield Shire                   | 北部地方                   | |
| ユララ・シャイア                                          | Uralla Shire                        | 北部地方                   | |
| ウォルカ・シャイア                                        | Walcha Shire                        | 北部地方                   | |
| バサースト・リージョナル・シャイア                        | Bathurst Regional Council           | 中西部地方                 | |
| ブランド・シャイア                                        | Bland Shire                         | 中西部地方                 | |
| ブレイニー・シャイア                                      | Blayney Shire                       | 中西部地方                 | |
| キャボーネ・シャイア                                      | Cabonne Shire                       | 中西部地方                 | |
| コウラ・シャイア                                          | Cowra Shire                         | 中西部地方                 | |
| フォーブス・シャイア                                      | Forbes Shire                        | 中西部地方                 | |
| ラックラン・シャイア                                      | Lachlan Shire                       | 中西部地方                 | |
| シティ・オブ・リスゴー                                    | Lithgow, City of                    | 中西部地方                 | |
| ミッド＝ウエスタン・リージョナル・カウンシル              | Mid-Western Regional Council        | 中西部地方                 | |
| オーベロン・シャイア                                      | Oberon Shire                        | 中西部地方                 | |
| シティ・オブ・オレンジ                                    | Orange, City of                     | 中西部地方                 | |
| パークス・シャイア                                        | Parkes Shire                        | 中西部地方                 | |
| ウェッディン・シャイア                                    | Weddin Shire                        | 中西部地方                 | |
| ボーガン・シャイア                                        | Bogan Shire                         | 北西部地方                 | |
| バーク・シャイア                                          | Bourke Shire                        | 北西部地方                 | |
| ブレウォリナ・シャイア                                    | Brewarrina Shire                    | 北西部地方                 | |
| コバー・シャイア                                          | Brewarrina Shire                    | 北西部地方                 | |
| クーナンブル・シャイア                                    | Coonamble Shire                     | 北西部地方                 | |
| ギルガンドラ・シャイア                                    | Gilgandra Shire                     | 北西部地方                 | |
| ナロマイン・シャイア                                      | Narromine Shire                     | 北西部地方                 | |
| ワグレット・シャイア                                      | Walgett Shire                       | 北西部地方                 | |
| ワーレン・シャイア                                        | Warren Shire                        | 北西部地方                 | |
| ワールンバングル・シャイア                                | Warrumbungle Shire                  | 北西部地方                 | |
| ウェスタン・プレーンズ・リージョナル・カウンシル          | Western Plains Regional Council     | 北西部地方                 | ウェリントン・カウンシルとシティ・オブ・ダボが2016年5月12日、合併。                                                               |
| シティ・オブ・ブロウクン・ヒル                            | Broken Hill, City of                | 極西部地方                 | |
| セントラル・ダーリン・シャイア                            | Central Darling Shire               | 極西部地方                 | |
| 極西非法人地方                                            | Unincorporated Far West             | 極西部地方                 | |